# ГЕС Harsele
ГЕС Harsele – гідроелектростанція у північній частині Швеції. Знаходячись між ГЕС Bjurfors Nedre (вище по течії) та ГЕС Пенгфорс, входить до складу каскаду на одній з основних шведських річок Умеельвен, яка впадає в Ботнічну затоку Балтійського моря біля міста Умео. 
Річку перекрили греблею висотою 28 метрів, яка утримує витягнуте по долині річки на 10,6 км водосховище з площею поверхні 3,5 км2 та проектним коливанням рівня поверхні між позначками 143,5 та 145 метрів НРМ. 
Інтегрований у правобережну частину греблі машинний зал обладнали трьома турбінами типу Френсіс загальною потужністю 223 МВт, які при напорі у 54,5 метра забезпечують виробництво 95 млн кВт-год електроенергії на рік. 
На станції реалізовано поширений у скандинавських країнах тип деривації, котрий дозволяє максимізувати використання падіння річки на ділянці порогів. Хоча машинний зал розташований прямо у греблі, проте відпрацьована вода перед поверненням в Умеельвен відводиться по тунелю довжиною 3,4 км, який на своєму шляху проходить під руслом річки та випускає воду біля її лівого берегу.